# Кашуэйра-ди-Гояс
Кашуэйра-ди-Гояс (порт. Cachoeira de Goiás) — муниципалитет в Бразилии, входит в штат Гояс. Составная часть мезорегиона Центр штата Гойас. Входит в экономико-статистический микрорегион Ипора. Население составляет 1545 человек на 2006 год. Занимает площадь 415,730 км². Плотность населения — 3,7 чел./км².

## Статистика
- Валовой внутренний продукт на 2003 год составляет 8 186 986,00 реалов (данные: Бразильский институт географии и статистики).
- Валовой внутренний продукт на душу населения на 2003 год составляет 5375,57 реалов (данные: Бразильский институт географии и статистики).
- Индекс развития человеческого потенциала на 2000 год составляет 0,704 (данные: Программа развития ООН).